# Ларце
Ларце (мкд. Ларце) је насеље у Северној Македонији, у северозападном делу државе. Ларце припада општине Желино.

## Географија
Насеље Ларце је смештено у северозападном делу Северне Македоније. Од најближег већег града, Тетова, насеље је удаљено 18 km источно.
Ларце се налази у доњем делу историјске области Полог. Насеље је положено у долини Суводолице, притоке Вардара. Северно од насеља се издиже планина Жеден, а јужно Сува гора. Надморска висина насеља је приближно 580 метара.
Клима у насељу је умерено континентална. 

## Становништво
Ларце је према последњем попису из 2002. године имало 1.868 становника.
Претежно становништво у насељу су Албанци (99%).
Већинска вероисповест је ислам.